# Ballantiophora innotata
Ballantiophora innotata là một loài bướm đêm trong họ Geometridae.